# Беовизија 2018.
Беовизија 2018. била је десето издање Беовизије, уједно и такмичење на ком се одлучио представник Србије на Песми Евровизије 2018. Такмичење се састојало од једне такмичарске вечери одржане 20. фебруара 2018. Резултати све 3 вечери одлучени су комбинацијом гласова публике и жирија у омеру 50:50, тако што су стручни жири и телегласање доделили по један сет од 12, 10, 8—1 поен за својих 10 омиљених песама. Такмичење су водили Драгана Косјерина и Александар Стојановић. Победу на такмичењу су однели Сања Илић и Балканика са песмом Нова деца и они су представљали Србију на Песми Евровизије 2018.

## Формат и продукција

### Позадина
За 2018. годину, РТС је одлучио да организује национално финале Беовизија како би одабрао свог представника на Евровизији, након интерних одабира представника 2016. и 2017. године.

### Гласање
Жири и публика додељују 12, 10 и 8—1 поен за својих 10 омиљених песама. У полуфиналима, 8 песама које су оствариле најбољи резултат пролазе у финале. У финалу, песма са највише поена је победник. У случају нерешеног резултата, она песма која је имала више поена публике је завршила са бољим резултатом. У случају да две или више песама имају исти број поена жирија, она песма која је имала више 12 поена је завршила са бољим резултатом. Ако је резултат и даље нерешен, процес се понавља са 10 поена. Процес се понавља са свим поенима све док изједначење није решено. У случају да се изједначење не може преломити на овај начин, редослед којим је председник жирија оценио ове песме се користи да се изједначење преломи.

### Водитељи
Водитељи програма су били Драгана Косјерина и Александар Стојановић на главној позорници, а Бранко Веселиновић и Кристина Раденковић су били домаћини зелене собе.

## Учесници
Конкурс за слање пријава био је отворен 19. августа 2017. године. Конкурс је требало да се заврши 20. октобра, али је продужен до 10. новембра. РТС је до краја периода за пријаве добио 75 пријава.
Одабрано је укупно 17 учесника, а списак такмичара је откривен 22. јануара 2018. Песме су објављене 7. фебруара 2018.
| Извођач(и)                    | Песма                | Музика и текст                                        |
| ----------------------------- | -------------------- | ----------------------------------------------------- |
| Бибер и Нико Браво            | Сватови              | Никола Буровац Растко Аксентијевић                    |
| Бети Ђорђевић и Рамбо Амадеус | Нема те              | Рамбо Амадеус Тања Крагујевић Аца Пејчић              |
| Борис Режак                   | Вила                 | Борис Режак Никола Раонић                             |
| Данијел Павловић              | Ружа судбине         | Марина Туцаковић Данијел Павловић                     |
| Душан Свилар                  | Под крошњом багрема  | Горан Ковачевић                                       |
| Иван Куртић                   | Ни сунца ни месеца   | Растко Аксентијевић                                   |
| Игор Лазаревић                | Бежи од мене         | Игор Лазаревић                                        |
| Коктел Балкан                 | Зато                 | Бојан Јеремић                                         |
| Лана и Алдо                   | Јача од свих         | Лана Токовић                                          |
| Лорд                          | Само нек се окреће   | Владимир Прерадовић (Лорд)                            |
| Маја Николић                  | Земља чуда           | Миа Пијаде Владимир Граић                             |
| Осми ваздух и другари         | Пробуди се           | Лена Кузмановић Марко Кузмановић                      |
|                               | Уморан               | Софија Милутиновић                                    |
| Сашка Јанкс                   | Песма за тебе        | Сашка Јанковић Марко Николић                          |
| Сања Илић и Балканика         | Нова деца            | Даница Крстајић Александар Сања Илић Тања Карајнов    |
| Срђан и Емил                  | Бар да знам          | Срђан Марјановић                                      |
|                               | Хајде да играмо сада | Милан Станковић ( ) Предраг Радисављевић Тијана Жуњић |

## Преглед такмичења
Финале је одржано 20. фебруара 2018. са почетком у 21.00ч CET.
Чланови жирија у финалу су били Војислав Борисављевић, Ивана Петерс, Душан Алагић, Дејан Петровић и Жељко Васић.
Победници су били Сања Илић и Балканика са песмом Нова деца, те су они представљали Србију на Песми Евровизије 2018. у Лисабону.
| #  | Извођач(и)                    | Песма                | Жири    | Жири  | Телегласање | Телегласање | Укупно | Пласман |
| #  | Извођач(и)                    | Песма                | Гласови | Поени | Гласови     | Поени       | Укупно | Пласман |
| -- | ----------------------------- | -------------------- | ------- | ----- | ----------- | ----------- | ------ | ------- |
| 1  |                               | Хајде да играмо сада | 7       | 0     | 262         | 0           | 0      | 12.     |
| 2  | Бети Ђорђевић и Рамбо Амадеус | Нема те              | 12      | 3     | 1.342       | 1           | 4      | 9.      |
| 3  | Маја Николић                  | Земља чуда           | 0       | 0     | 2.110       | 3           | 3      | 10.     |
| 4  | Срђан и Емил                  | Бар да знам          | 2       | 0     | 327         | 0           | 0      | 12.     |
| 5  | Иван Куртић                   | Ни сунца ни месеца   | 38      | 8     | 1.791       | 2           | 10     | 6.      |
| 6  | Сања Илић и Балканика         | Нова деца            | 53      | 12    | 14.698      | 12          | 24     | 1.      |
| 7  | Коктел Балкан                 | Зато                 | 8       | 1     | 487         | 0           | 1      | 11.     |
| 8  | Борис Режак                   | Вила                 | 23      | 4     | 2.489       | 5           | 9      | 7.      |
| 9  | Лана и Алдо                   | Јача од свих         | 0       | 0     | 631         | 0           | 0      | 12.     |
| 10 | Душан Свилар                  | Под крошњом багрема  | 28      | 7     | 5.403       | 8           | 15     | 3.      |
| 11 | Игор Лазаревић                | Бежи од мене         | 0       | 0     | 1.308       | 0           | 0      | 12.     |
| 12 | Сашка Јанкс                   | Песма за тебе        | 52      | 10    | 5.959       | 10          | 20     | 2.      |
| 13 | Лорд                          | Само нек се окреће   | 27      | 6     | 2.884       | 6           | 12     | 5.      |
| 14 | Данијел Павловић              | Ружа судбине         | 11      | 2     | 2.188       | 4           | 6      | 8.      |
| 15 |                               | Уморан               | 0       | 0     | 1.297       | 0           | 0      | 12.     |
| 16 | Осми ваздух и другари         | Пробуди се           | 4       | 0     | 1.334       | 0           | 0      | 12.     |
| 17 | Бибер и DJ Нико Браво         | Сватови              | 25      | 5     | 4.981       | 7           | 12     | 4.      |

| #  | Песма                | В. Борисављевић | И. Петерс | Д. Алагић | Д. Петровић | Ж. Васић | Укупно | Поени |
| -- | -------------------- | --------------- | --------- | --------- | ----------- | -------- | ------ | ----- |
| 1  | Хајде да играмо сада | 3               |           | 3         | 1           |          | 7      | 0     |
| 2  | Нема те              |                 | 1         |           | 7           | 4        | 12     | 3     |
| 3  | Земља чуда           |                 |           |           |             |          | 0      | 0     |
| 4  | Бар да знам          | 2               |           |           |             |          | 2      | 0     |
| 5  | Ни сунца ни месеца   | 4               | 12        | 6         | 8           | 8        | 38     | 8     |
| 6  | Нова деца            | 12              | 7         | 12        | 10          | 12       | 53     | 12    |
| 7  | Зато                 | 1               | 3         |           | 2           | 2        | 8      | 1     |
| 8  | Вила                 |                 | 6         | 5         | 6           | 6        | 23     | 4     |
| 9  | Јача од свих         |                 |           |           |             |          | 0      | 0     |
| 10 | Под крошњом багрема  | 8               | 5         | 7         | 5           | 3        | 28     | 7     |
| 11 | Бежи од мене         |                 |           |           |             |          | 0      | 0     |
| 12 | Песма за тебе        | 10              | 10        | 10        | 12          | 10       | 52     | 10    |
| 13 | Само нек се окреће   | 6               | 8         | 4         | 4           | 5        | 27     | 6     |
| 14 | Ружа судбине         | 5               | 4         | 2         |             |          | 11     | 2     |
| 15 | Уморан               |                 |           |           |             |          | 0      | 0     |
| 16 | Пробуди се           |                 | 2         | 1         |             | 1        | 4      | 0     |
| 17 | Сватови              | 7               |           | 8         | 3           | 7        | 25     | 5     |